# Elijah Johnson (baloncestista)
Elijah K. Johnson (nacido el 11 de julio de 1990 en Gary, Indiana) es un jugador de baloncesto estadounidense que pertenece a la plantilla del Maccabi Ashdod B. C.. Con 1,93 metros de estatura, juega en la posición de base.

## Trayectoria deportiva
Johnson es un base de 1,93 m, muy atlético. El jugador formado en la Universidad de Kansas (campeón de la NCAA en 2012), sus dos primera equipos profesionales fueron el Rosa Radom polaco y el Panelefsiniakos griego.
En 2015, firmó por el Pertevniyal Genclik, el ‘filial’ del Efes en la segunda división de Turquía, donde promedió 22,3 puntos por encuentro (con un notable 40% en triples), a lo que añadía 5 rebotes y casi 4 asistencias.
En febrero de 2016 fichó por el Anadolu Efes.